# Margaret Lindsay Huggins

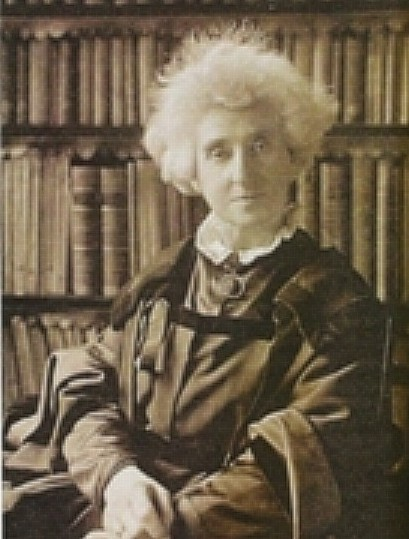
Margaret Lindsay Huggins

Margaret Lindsay Huggins, z domu Murray (ur. w 1848 w Dublinie; zm. w 1915) – brytyjska astronom. Wraz z mężem Williamem Hugginsem była pionierką w dziedzinie spektroskopii.

## Życiorys
Wcześnie osierociła ją matka, a ojciec ożenił się ponownie. Margaret pod kierunkiem dziadka uczyła się o konstelacjach. Po ślubie w 1875 z Williamem Hugginsem zaczęła wspólnie z mężem publikować prace naukowe z astronomii.
Margaret jako pierwsza odkryła, że mgławica wewnątrz mgławicy Oriona składa się z przegrzanego tlenu, a nie z ciał stałych. Była jednym z twórców 11. wydania Encyclopædia Britannica.